# Oralism
Oralism eller talmetoden är en pedagogik för döva barn som utvecklades i Tyskland på 1700-talet. Metoden utvecklades av den tyske pedagogen Samuel Heinicke (1727–1790) som 1778 grundade den första tyska dövstumskolan i Leipzig. Heinicke utgick bland annat ifrån idéer formulerade av Johann Konrad Ammann i hans två arbeten Surdus loquens (1692) och Dissertatio de loquela (1700). Metoden utgick ifrån ljudmetoden för hörande barn, som till skillnad från bokstavsmetoden, lär eleverna att använda bokstävernas ljud snarare än deras namn. Metoden betonar vikten av talet och läppavläsning och utgick ifrån idén att tänkandet och den andliga utvecklingen sker genom talat språk. Man ansågs också att talmetoden underlättade de dövas möjligheter att verka i samhället. Talmetoden innebar att döva barn inte fick använda teckenspråk utan skulle lära sig att ljuda orden och läsa på läpparna. Som motståndare till den "den tyska metoden" stod fransmannen Charles-Michel de L'Épée som förespråkade pedagogik för döva grundat på skrift, tecken och handalfabet vilket kom att bli känt som "den franska metoden".
Efter Frankrikes förlust i Napoleonkrigen, blev Tyskland ledande och talmetoden började allt mer att dominera dövundervisningen. Bland annat började den användas i USA under 1860-talet. År 1880 hölls en kongress för dövlärare i Milano för att enas om en undervisningsmetod för döva i Europa, där man kom fram till att talmetoden borde användas. Efter detta blev talmetoden den dominerande pedagogiken i Europa, även i Frankrike där teckenspråksmetoden tidigare varit stark.
Talmetoden dominerade dövundervisningen på många håll i Västvärlden fram till 1970-talet, men har därefter fått mycket kritik. Eftersom bruket av teckenspråk straffades skapades skamkänslor för att teckna i offentliga sammanhang och forskning har bland annat visat att döva barn som använder teckenspråk uppnår högre resultat i språktest. Idag ses oralism som omodernt i de flesta länder, och teckenspråk ses som fullvärdiga förstaspråk.